# Denticollis nigricollis
Denticollis nigricollis là một loài bọ cánh cứng trong họ Elateridae. Loài này được Gebler miêu tả khoa học năm 1830.